# ジンジャーブレッドマン
ジンジャーブレッドマン（英語: gingerbread man）は、ジンジャーブレッド(あるいはジンジャークッキー)で作った人型のビスケット、またはクッキー。通常型の決まった人の形をしているが、季節のテーマ(クリスマス、ハロウィン、イースター等)やキャラクターのような別の形をすることもある。

## 歴史
ジンジャーブレッドは15世紀から作られ、姿をかたどったビスケットづくりは16世紀には行われていた。姿をかたどったジンジャーブレッドのビスケットが文献上初めて確認できるのはエリザベス1世の時代である。彼女は重要な客人の何人かに似せて作り、進呈されたジンジャーブレッドの人形を持っていた。
21世紀になると、ジェンダーニュートラルの意識の高まりとともに、男性（マン）や女性（ウーマン）といった性別やジェンダーを想起する言葉を避け、その代わりに人（パーソン）や人々（ピープル）を用い、「ジンジャーブレッドパーソン」や「ジンジャーブレッドピープル」という呼び方も使われるようになった。

## 特徴

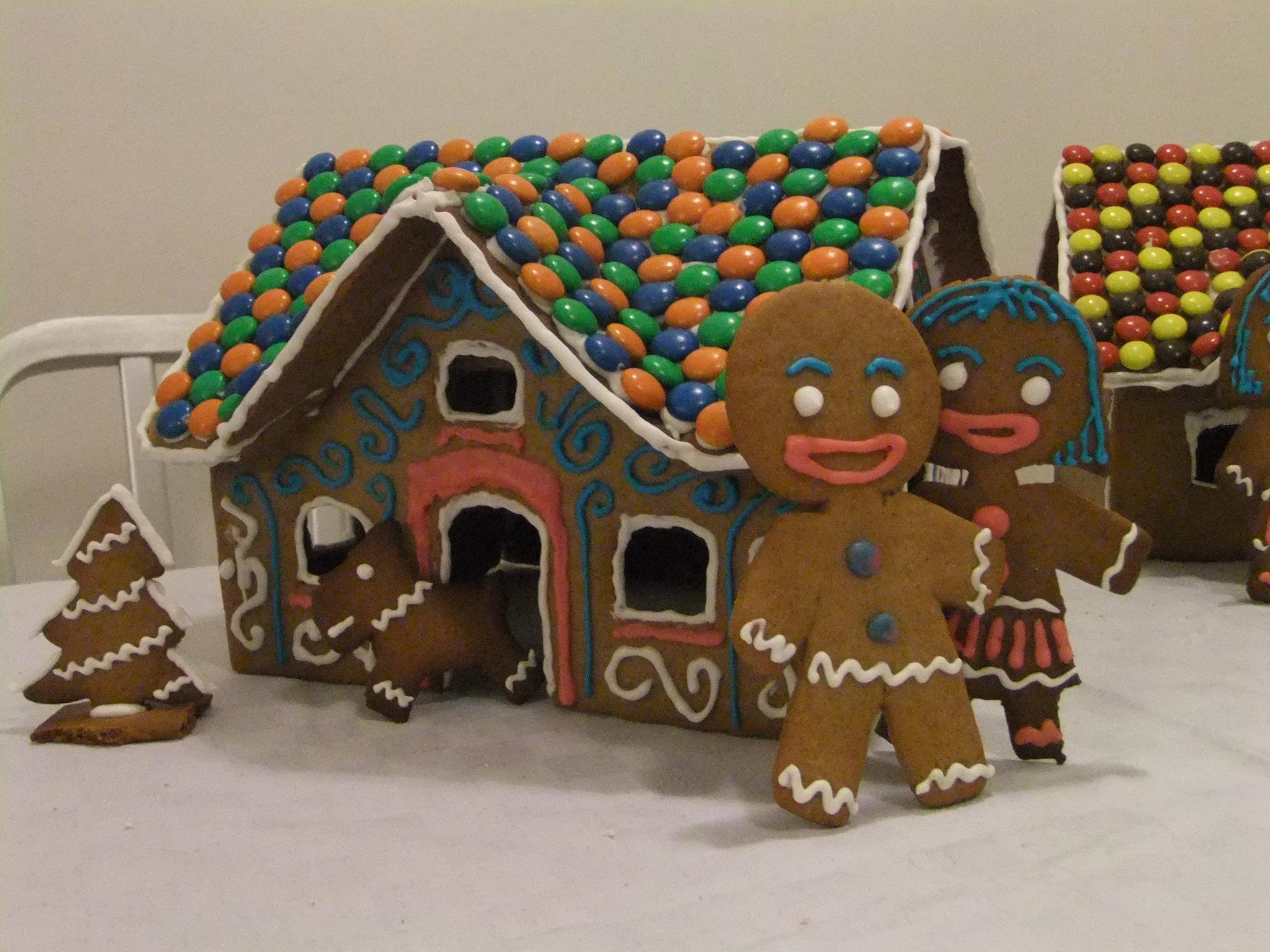
ジンジャーブレッドマンと妻

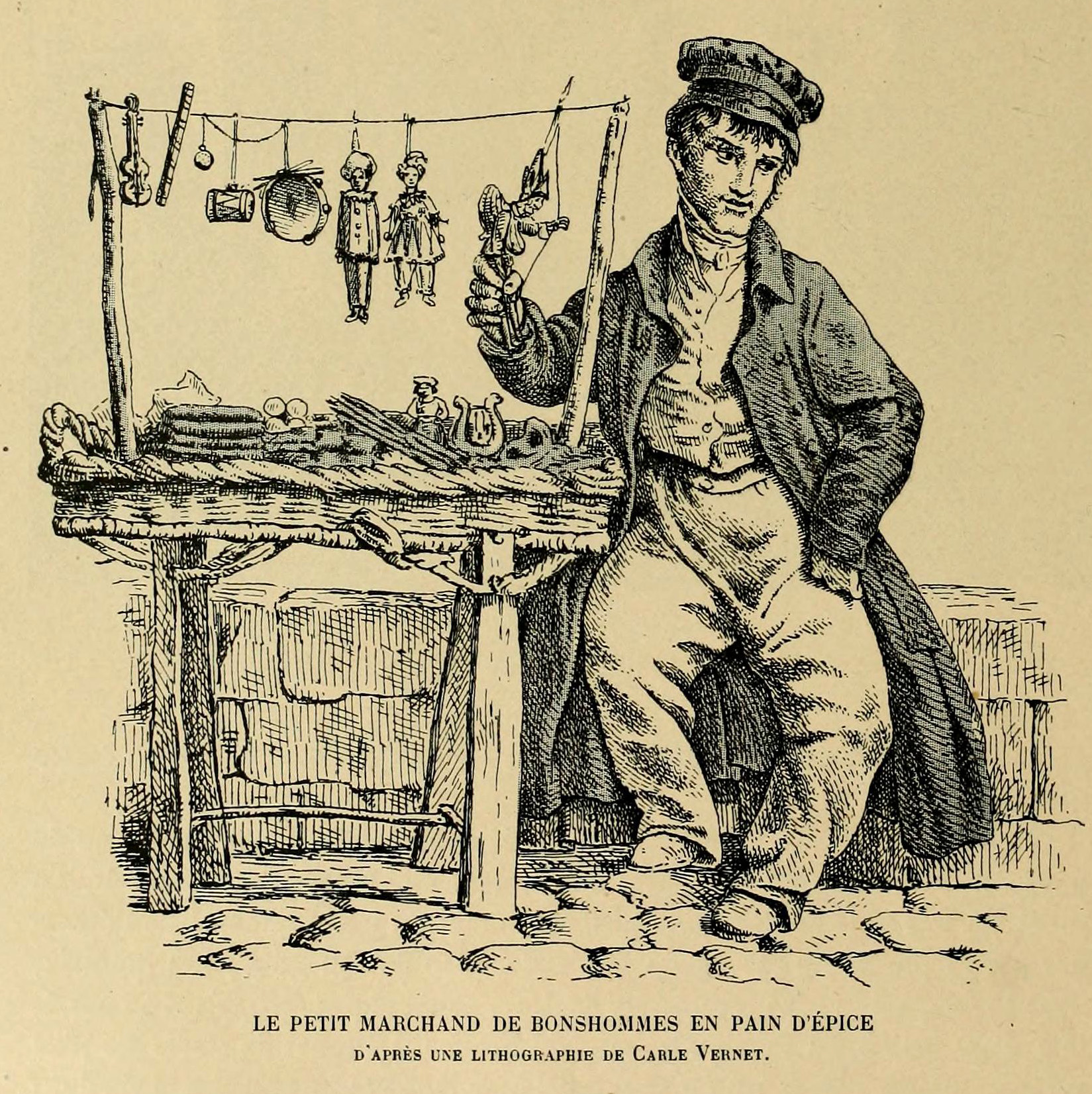
ジンジャーブレッド売り(1902)

多くのジンジャーブレッドマンは背が低く指のない、おおざっぱな人型をしている。多くのジンジャーブレッドマンは顔があり、つくり方はレシピごとに異なるが、大まかに顔の生地を押して作るか、キャンディーをアイシングやチョコレートに埋め込んで作るかに大別される。ほかの飾りは髪、半袖、靴などがしばしばみられるが、最も人気の飾りはシャツのボタンである。これは伝統的なものであり、グミやアイシング、レーズン等で代用されるときもある。

## 世界記録
ギネス世界記録によると、世界一大きいジンジャーブレッドマンは2009年11月9日にノルウェーオスロのIKEAフルセット店のスタッフによって作られた。このジンジャーブレッドマンは重さ1435.2ポンド(651kg)あった。

## 作品の中のジンジャーブレッドマン
- アメリカ合衆国の童話“The Gingerbread Man”（1875年）は、出来たてのジンジャーブレッドマンを主人公とし、作った人や家畜らと追いかけっこをし、最終的に川を渡るのに手伝ったキツネに食べられるという結末。『およげ!たいやきくん』の原案で、日本では馴染みの無いジンジャーブレッドマンの物語を日本で馴染みのある生物型の食べ物であるたい焼きの物語曲としてアレンジされた[要出典]。映画『シュレック』シリーズとテレビ番組『マペット・ショー』にはクッキーマンというキャラクターが登場し、足が早いという設定は当該作のジンジャーブレッドマンを由来とする。
- 『Sweet Singerbread Man』という曲はミシェル・ルグランが作曲した。